# Донецьк II
Доне́цьк II —  залізнична станція Донецької дирекції Донецької залізниці на лінії Ясинувата — Ларине між станціями Кальміус (6 км) та Мушкетове (4 км). Розташована в Калінінському районі міста Донецька, Донецька область.
Поруч із залізничною станцією передбачалося побудувати станцію «Донецьк-2» Гірняцько-Макіївської лінії Донецького метрополітену .

## Пасажирське сполучення
Через військову агресію Росії на сході Україні пасажирське сполучення було припинене, згодом непідкронтрольна Україні окупаційна влада призначила поїзди, які курсували не тривалий час:
- № 6932/6934 Ясинувата —	Іловайськ;
- № 6071/6073 Іловайськ — Мушкетове — Ясинувата;
- № 6014 Ясинувата —  Мушкетове;
- № 6907 Мушкетове — Ясинувата.

До 2014 року зі станції вирушали приміські  поїзди:
- № 6174/6175 Донецьк II — Макіївка;
- № 5402/5401 Донецьк II — Іловайськ;
- № 6850/6849 Донецьк II — Іловайськ;
- № 6870/6869 Донецьк II — Іловайськ.

Транзитом прямували поїзди:
- № 6014/6015 Ясинувата — Іловайськ;
- № 6071/6072 Іловайськ — Ясинувата;
- № 6030/6029 Покровськ — Іловайськ;
- № 6147/6148 Макіївка — Ясинувата;
- № 6834/6833 Цукуриха — Ясинувата — Іловайськ.

Наразі пасажирське сполучення припинено на невизначений термін.

## Галерея

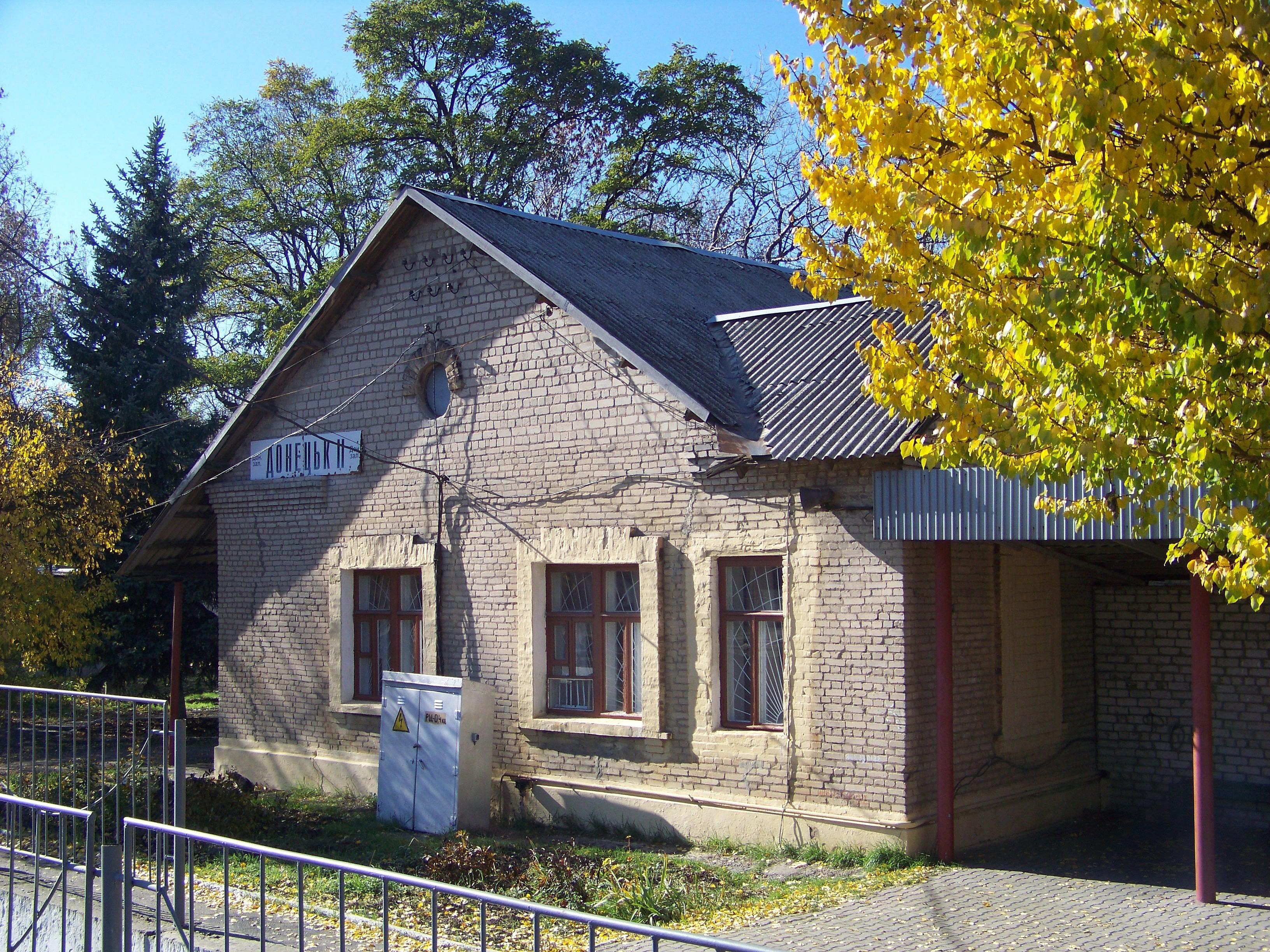
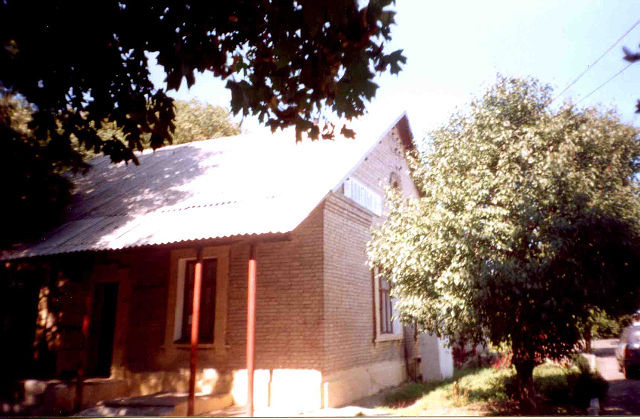
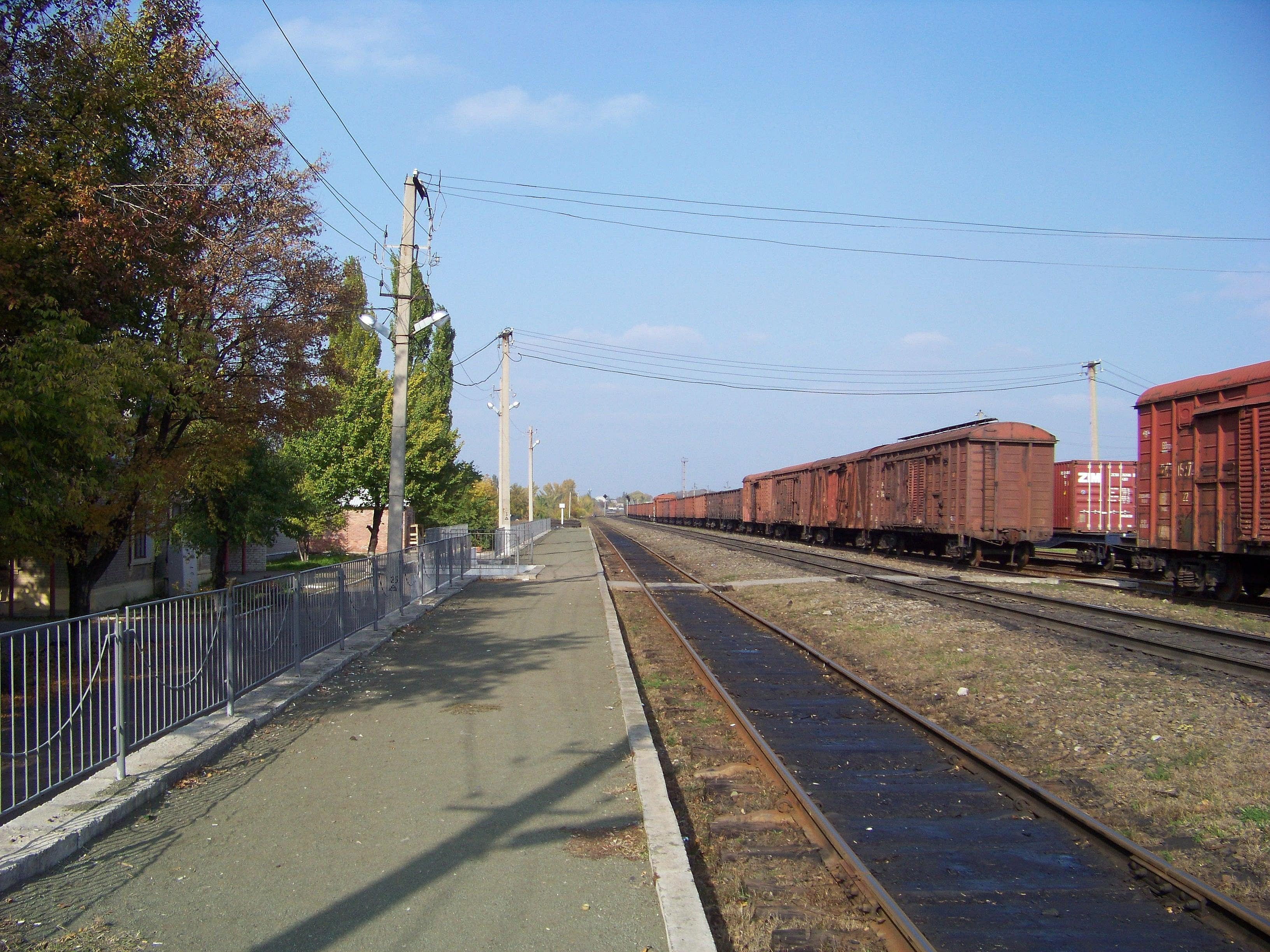
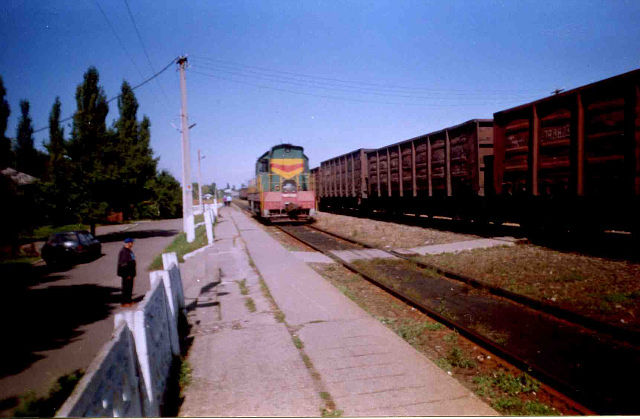